# NGC 6914
NGC 6914是位於星座天鵝座的一個反射星雲，距離大約6,000 光年，於1881年8月29日被讓·瑪里·愛德華·史提芬發現。來自天鵝座OB2星協中恆星的紫外線輻射使星雲的氫電離。

## 外部連結
- 维基共享资源上的相關多媒體資源：NGC 6914